# Angélica Sosa
Angélica Sosa Arreaza (Caracas, 25 de febrero de 1966) es una arquitecta y política boliviana.
Fue la alcaldesa interina de Santa Cruz desde el 2 de abril de 2020 hasta el 3 de mayo de 2021. También fue presidenta del Concejo Municipal de la ciudad de Santa Cruz de la Sierra desde 2015 hasta 2020.

## Biografía
Sus padres son Hugo Sosa Vaca, boliviano y Josefina Arreaza, venezolana. Nació en Caracas, pero es boliviana al amparo de lo establecido por el Artículo 146 de la Constitución Política del Estado.

## Carrera política
Junto al alcalde de Santa Cruz Percy Fernández, Angélica Sosa fundó la agrupación ciudadana Santa Cruz Para Todos (SPT), siendo su Vicepresidenta en ejercicio.

### Concejal (2015-2020)
EL año 2015, Angélica Sosa decide participar en las elecciones subnacionales de 2015 como candidata al cargo de concejal en representación de su partido SPT. Debido a la votación que su partido obtuvo en las elecciones, Sosa logró convertirse en concejal para el periodo 2015-2020.

### Presidenta del Concejo
Angélica Sosa fue elegida por unanimidad como Presidenta del Concejo Municipal cruceño desde el año 2015 hasta el año 2020.
En 1991 contrajo matrimonio en Argentina con Sergio Perovic. El año 2018, su hija Nicole Perovic Sosa representó a Bolivia en el concurso de belleza "Miss Pettite Internacional" llevado a cabo en El Salvador, saliendo como cuarta finalista.

### Alcaldesa y candidata
Asumió como Alcaldesa interina el 2 de abril de 2020, en plena emergencia sanitaria. Postuló a dicho cargo en las elecciones de 2021 y obtuvo el 6,06% de los votos.

## Controversias

### Caso Items fantasmas
El 21 de diciembre de 2021 fue aprehendida y recluida en el penal de Palmasola de Santa Cruz de la Sierra, acusada de un presunto desvío de recursos municipales a  la creación de 800 “ítems fantasmas” (personal inexistente en el municipio a los cuales se destinaban recursos para el pago de salarios mensualmente). También pesa sobre ella la acusación de la compra de un predio para el Nuevo Vertedero Municipal que tendría un sobreprecio de más de 8 millones de dólares.